# Batalla de Xiakou
La batalla de Xiakou (no confondre amb la batalla de Jiangxia en el 208) va enfrontar a l'exèrcit de Sun Quan amb l'exèrcit de Huang Zu al llarg del Chang Jiang en el 203 EC, en un intent de Sun Quan d'apoderar-se de la ciutat emmurallada de Jiangxia, durant el preludi del període dels Tres Regnes de la història xinesa. Huang Zu es va retirar del camp de batalla, però les forces de Sun Quan no van ser capaces d'aconseguir el seu objectiu militar.

## Rerefons
Sun Quan, després d'heretar el govern de Jiangdong del seu germà Sun Ce, va ser confirmat per Cao Cao per ser el líder legítim dels territoris Jiangdong, i va ser nomenat per l'autoritat Han com el Gran Administrador de Kuaiji. En el 202 EC, Sun Quan va sotmetre la revolta dirigida per Li Shu, i va incorporar les 30.000 tropes de Li a la seva pròpia força militar. A conseqüència d'això, en el 203 EC, el control de la Comandància de Wu per part de Sun Quan era prou estable, així és que va començar a seguir el consell de Lu Su, el qual indicava de prendre Jingzhou i unificar totes les terres del sud de la Xina, per aleshores usar el Chang Jiang com una barrera natural i així poder-se defensar dels invasors del nord.
El primer obstacle en el camí de Sun Quan era Jiangxia, la qual actuava de porta occidental guardiana de la pròspera regió de Jingzhou, regida per Liu Biao. A més a més, Sun tenia una motivació personal en la presa de la ciutat de Jiangxi, ja que el Prefecte de Jiangxi, Huang Zu, era qui hauria estat responsable de la mort de Sun Jian (Sun Jian era el pare de Sun Quan) dotze anys abans.

## Batalla
Sun Quan va designar a Ling Cao per dirigir l'avantguarda que es mobilitzaria en primer lloc, i va mantenir els seus vaixells més grans amb ell per a un avanç més pausat. D'altra banda, Huang Zu va conduir el seu exèrcit fora de la ciutat de Jiangxi cap a Xiakou, i establí una línia de defensa anticipant-se a l'exèrcit de Sun Quan.
Per tant, en ruta a Jiangxi, Ling Cao va veure's detingut per la gran formació de la marina de Huang Zu que protegia la riba de Xiakou amb grans vaixells pertot i d'ençà i enllà. Fins i tot sent aleshores en desavantatge numèric, Ling Cao va considerar com a responsabilitat de l'avantguarda l'eliminar a qualsevol enemic enfront del camí del seu senyor. Impertèrrit, Ling va carregar per davant de tots els seus homes, irrompent sense interrupció fins al cor del comandament de l'exèrcit enemic. Atès que Huang Zu no esperava que tal petita unitat anara a l'encontre de la seva força molt més gran, ell no hi era preparat per l'atac d'assalt del seu oponent, i abans que Huang Zu pogués reaccionar a la situació, Ling Cao ja havia desembarassat el camí cap a ell. Per salvar la pell, Huang Zu va abandonar el seu vaixell de comandament i va prendre un petit bot, deixant la seva marina massiva de guerra feta can seixanta i menyscabada per prosseguir. Quan els soldats van veure al seu comandant corrent en direcció a la ciutat, començaren a abandonar les seves posicions per emprendre la retirada, resultant finalment en un col·lapse total de la formació.
En la persecució de Huang Zu, Ling Cao va pujar a un vaixell lleuger enmig del caos i la lluita, i quan ja era molt a prop de reclamar el cap de Huang, una fletxa perduda disparada per Gan Ning el va matar; per tant, Huang Zu va poder retirar-se a la seva base de Jiangxi amb seguretat. Huang es va quedar dins de la ciutat emmurallada de Jiangxi a partir de llavors, i no va respondre al desafiament de l'exèrcit principal de Sun Quan. Incapaç d'obrir bretxa en les muralles, Sun Quan aviat retornà al territori Wu per fer front als bàrbars shanyue que constantment envaïen els seus dominis.

## Repercussions
Fins i tot havent-li salvat la vida Gan Ning en un moment tan crític, Huang Zu no va valorar en absolut a aquest últim únicament a causa del seu passat pirata. L'infeliç pirata llavors va seguir el consell del seu company, Su Fei, que el deia d'unir-se al campament de Sun, fent-lo amb informació confidencial de les forces de Huang Zu. Gan Ning persuadiria tres anys més tard a Sun Quan de llançar un assalt total sobre Jiangxi. Tot i no comandar directament a les tropes, Gan Ning va restar com a personal de les forces de Sun Quan durant la batalla de Jiangxia en el 208 EC.